# Literatura vitoriana

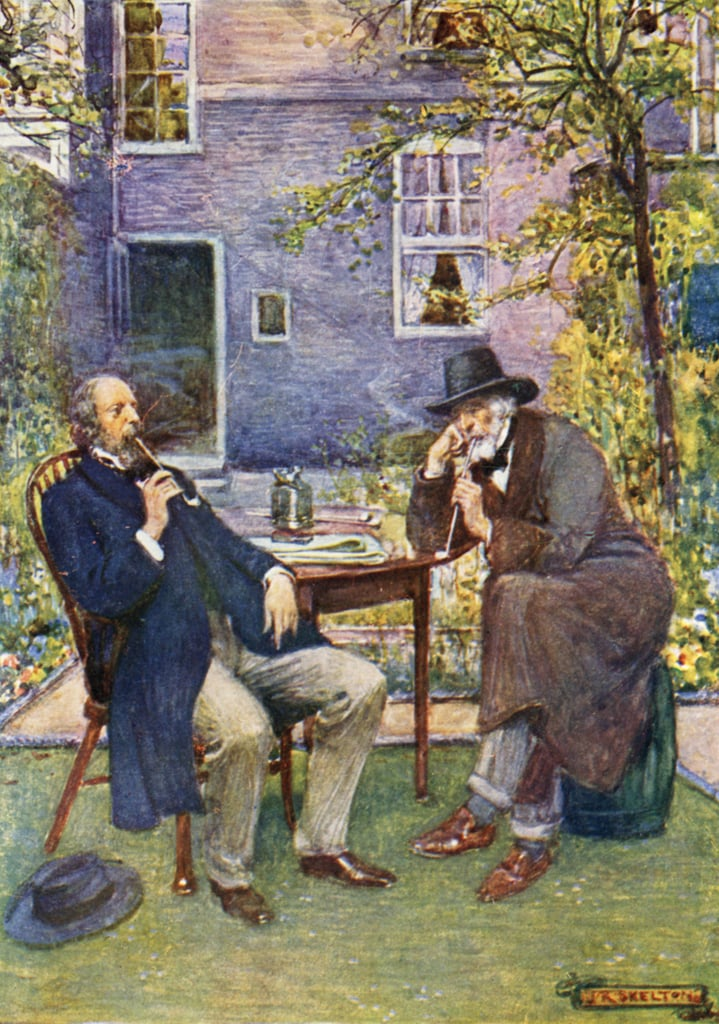
'Carlyle e Tennyson conversaram e fumaram juntos.' por J. R. Skelton, 1920

A literatura vitoriana é a literatura inglesa durante o reinado da Rainha Vitória (1837–1901). O século XIX é considerado por alguns a Era de Ouro da literatura inglesa, especialmente para os romances britânicos. Na era vitoriana, o romance se tornou o principal gênero literário em inglês. A escrita inglesa dessa época reflete as principais transformações na maioria dos aspectos da vida inglesa, desde avanços científicos, econômicos e tecnológicos até mudanças nas estruturas de classe e no papel da religião na sociedade. O número de novos romances publicados a cada ano aumentou de 100 no início do período para 1000 no final dele. Romancistas famosos desse período incluem Charles Dickens, William Makepeace Thackeray, as três irmãs Brontë, Elizabeth Gaskell, George Eliot (Mary Ann Evans), Thomas Hardy e Rudyard Kipling.
O período romântico foi uma época de expressão abstrata e foco interno; durante a era vitoriana, os escritores se concentraram em questões sociais. Escritores como Thomas Carlyle chamaram a atenção para os efeitos desumanizadores da Revolução Industrial e o que Carlyle chamou de "Era Mecânica". Essa consciência inspirou o assunto de outros autores, como a poetisa Elizabeth Barrett Browning e os romancistas Charles Dickens e Thomas Hardy. As obras de Barrett sobre trabalho infantil consolidaram seu sucesso em um mundo dominado por homens, onde as escritoras frequentemente tinham que usar pseudônimos masculinos. Dickens empregou humor e um tom acessível ao abordar problemas sociais como disparidade de riqueza. Hardy usou seus romances para questionar religião e as estruturas sociais.
Poesia e teatro também estavam presentes durante a era vitoriana. Robert Browning e Alfred Tennyson foram os poetas mais famosos da Inglaterra vitoriana. Com relação ao teatro, foi somente nas últimas décadas do século XIX que obras significativas foram produzidas. Dramaturgos notáveis da época incluem Gilbert e Sullivan, George Bernard Shaw e Oscar Wilde.

## Ficção em prosa
Charles Dickens é o mais famoso romancista vitoriano. Com foco em caracterização forte, Dickens se tornou extraordinariamente popular em sua época e continua sendo um dos autores mais populares e lidos do mundo. Dickens começou sua carreira literária com Sketches by Boz (1833–1836), que coletou contos publicados em vários jornais e outros periódicos. Seu primeiro romance, The Pickwick Papers (1836–1837), escrito quando ele tinha vinte e cinco anos, foi um sucesso instantâneo, e todas as suas obras subsequentes venderam extremamente bem. A comédia de seu primeiro romance tem um toque satírico e isso permeia sua escrita. Enquanto no início do século XIX a maioria dos romances era publicada em três volumes, a serialização mensal foi revivida com a publicação de Pickwick Papers de Charles Dickens em vinte partes entre abril de 1836 e novembro de 1837. A demanda era alta para que cada episódio introduzisse algum novo elemento, fosse uma reviravolta na trama ou um novo personagem, de modo a manter o interesse dos leitores. Dickens trabalhou diligentemente e prolificamente para produzir a escrita divertida que o público queria, mas também para oferecer comentários sobre problemas sociais e a situação dos pobres e oprimidos. Suas obras mais importantes incluem Oliver Twist (1837–1839), Nicholas Nickleby (1838–1839), A Christmas Carol (1843), Dombey and Son (1846–1848), David Copperfield (1849–1850), Bleak House (1852–1853), Little Dorrit (1855–1857), A Tale of Two Cities (1859) e Great Expectations (1860–1861). Seus romances posteriores se tornam progressivamente mais sombrios, refletindo uma tendência presente em grande parte da literatura vitoriana.
William Makepeace Thackeray foi o grande rival de Dickens na primeira metade do reinado da Rainha Vitória. COm um estilo semelhante, mas uma visão satírica um pouco mais distanciada, ácida e farpada de seus personagens, ele também tendia a retratar uma sociedade mais de classe média do que Dickens. Ele é mais conhecido por seus romances As Memórias de Barry Lyndon (1844) e Vanity Fair (1847–1848), que são exemplos de uma forma popular na literatura vitoriana: um romance histórico no qual a história recente é retratada.

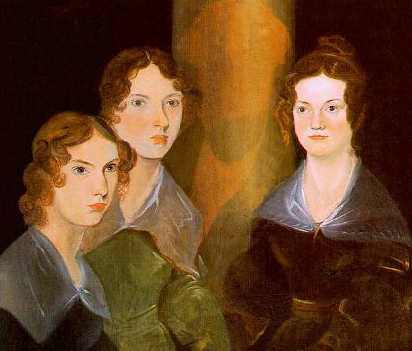
As irmãs Brontë escreveram uma ficção bem diferente do que era comum na época.

Charlotte, Emily e Anne Brontë produziram obras notáveis do período, embora estas não tenham sido imediatamente apreciadas pelos críticos vitorianos. Wuthering Heights (1847), a única obra de Emily, ´um exemplo de romantismo gótico do ponto de vista de uma mulher, que examina classe, mito e gênero. Jane Eyre (1847), de sua irmã Charlotte, é outro grande romance vitoriano com temas góticos. O segundo romance de Anne, The Tenant of Wildfell Hall (1848), escrito em um estilo realista em vez de romântico, é considerado principalmente o primeiro romance feminista sustentado.
Elizabeth Gaskell produziu obras notáveis durante este período, incluindo Mary Barton (1848), Cranford (1851–1853), Norte e Sul (1854–1855) e Wives and Daughters (1864–1866).
George Eliot (Mary Ann Evans) também produziu grandes obras durante esse período, mais notavelmente Adam Bede (1859), The Mill on the Floss (1860), Silas Marner (1861), Middlemarch (1871–1872) e Daniel Deronda (1876). Como as Brontës, ela publicou sob um pseudônimo masculino.
Mais tarde, neste período, os romances mais conhecidos de Thomas Hardy são Far from the Madding Crowd (1874), The Mayor of Casterbridge (1886), Tess dos d'Urbervilles (1891) e Jude the Obscure (1895). Reconhecido por seu retrato cínico, porém idílico, da vida pastoral no interior da Inglaterra, a obra de Hardy resistiu à urbanização generalizada que veio a simbolizar a era vitoriana.
Outros romancistas importantes desta época foram Anthony Trollope (1815–1882), Wilkie Collins (1824-1889), George Meredith (1828–1909) e George Gissing (1857–1903).

## Poesia

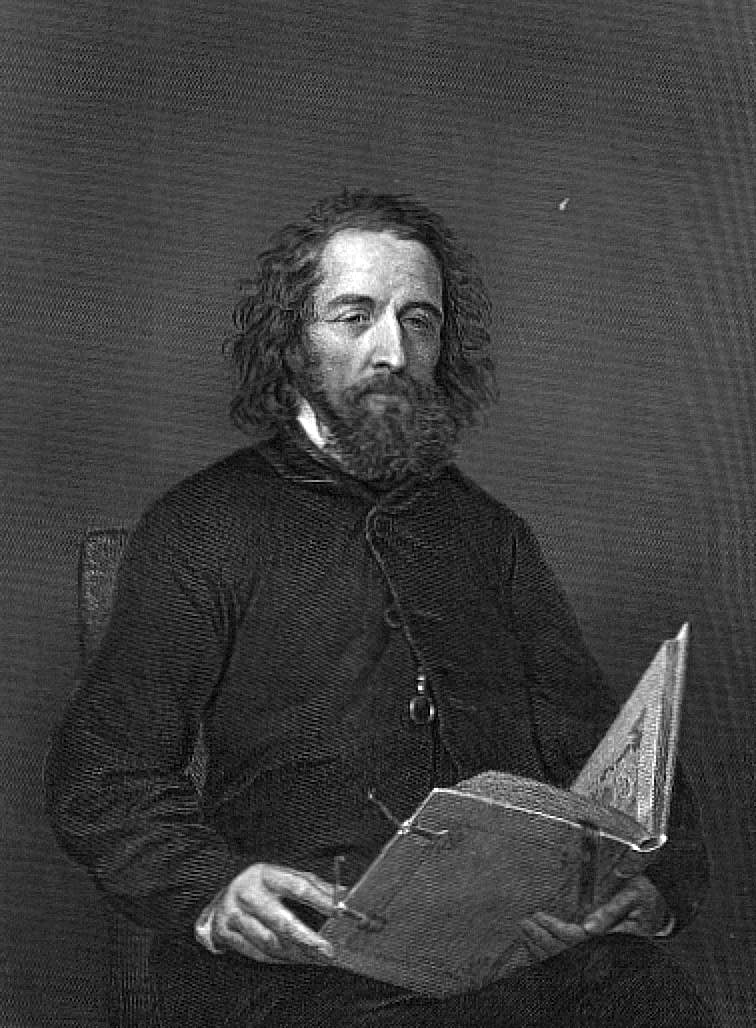
Lorde Tennyson, o poeta laureado

Robert Browning (1812–1889) e Alfred Tennyson (1809–1892) foram poetas notáveis na Inglaterra vitoriana. Thomas Hardy escreveu poesia durante toda a sua vida, mas não publicou uma coleção até 1898. A poesia de Gerard Manley Hopkins (1844–1889) foi publicada postumamente em 1918. Algernon Charles Swinburne (1837–1909) também é considerado uma fiugura literária importante do período, especialmente seus poemas e escritos críticos. A poesia inicial de W. B. Yeats também foi publicada no reinado de Vitória. Foi somente nas últimas décadas do século XIX que obras teatrais significativas foram produzidas, começando com as óperas cômicas de Gilbert e Sullivan da década de 1870, as peças de George Bernard Shaw (1856–1950) da década de 1890 e The Importance of Being Earnest, de Oscar Wilde (1854–1900).
Elizabeth Barrett Browning e Robert Browning se conheceram lendo poesias um do outro e ambos produziram poemas inspirados em seu relacionamento. Tanto Matthew Arnold quanto Gerard Manley Hopkins escreveram poemas que ficam em algum lugar entre a exultação da natureza da poesia romântica e a poesia georgiana do início do século XX. No entanto, a poesia de Hopkins não foi publicada até 1918. As obras de Arnold antecipam alguns dos temas desses poetas posteriores, enquanto Hopkins se inspirou em formas de versos da poesia do inglês antigo, como Beowulf.
A recuperação do passado foi uma parte importante da literatura vitoriana com interesse tanto na literatura clássica quanto na literatura medieval da Inglaterra. Esse movimento pode ser rastreado até Letitia Elizabeth Landon e suas coleções de poesia. Os vitorianos adoravam histórias cavalheirescas de cavaleiros antigos; eles esperavam recuperar um pouco desse comportamento cortês para os leitores em casa e no império mais amplo. O melhor exemplo disso é Idylls of the King, de Alfred Tennyson, que misturou as histórias do Rei Artur, particularmente aquelas de Thomas Malory, com preocupações e ideias contemporâneas. A Irmandade Pré-Rafaelita também se baseou no mito e no folclore para sua arte, com Dante Gabriel Rossetti contemporaneamente considerado o principal poeta entre eles, embora sua irmã Christina seja agora considerada pelos estudiosos[carece de fontes?] como uma poetisa mais forte.

## Drama
No drama, farsas, burlescos musicais, extravaganzas e óperas cômicas competiam com produções de Shakespeare e drama sério de nomes como James Planché e Thomas William Robertson. Em 1855, a German Reed Entertainments iniciou um processo de elevação do nível do (anteriormente picante) teatro musical na Grã-Bretanha que culminou na famosa série de óperas cômicas de Gilbert e Sullivan e foi seguida pela década de 1890 com as primeiras comédias musicais eduardianas. A primeira peça a atingir 500 apresentações consecutivas foi a comédia londrina Our Boys de Henry James Byron, estreando em 1875. Seu novo recorde surpreendente de 1.362 apresentações foi superado em 1892 por Charley's Aunt de Brandon Thomas. Depois de W. S. Gilbert, Oscar Wilde se tornou o principal poeta e dramaturgo do final do período vitoriano. As peças de Wilde, em particular, se destacam das muitas peças agora esquecidas da era vitoriana e têm uma relação mais próxima com aquelas dos dramaturgos eduardianos, como George Bernard Shaw, cuja carreira começou na década de 1890. A obra-prima cômica de Wilde de 1895, The Importance of Being Earnest, foi a maior das peças em que ele segurou um espelho irônico para a aristocracia enquanto exibia maestria virtuosa de sagacidade e sabedoria paradoxal. Ela permaneceu extremamente popular. As peças de Arthur Wing Pinero foram encenadas novamente nas últimas décadas.

## Literatura infantil
Os vitorianos são creditados por "inventar a infância", em parte por meio de seus esforços para acabar com o trabalho infantil e a introdução da educação obrigatória. À medida que as crianças começaram a ler, a literatura para jovens se tornou uma indústria em crescimento, não apenas com escritores consagrados produzindo obras para crianças (como A Child's History of England de Dickens), mas também com um novo grupo de autores dedicados a crianças. Escritores como Lewis Carroll (Alice no País das Maravilhas), Anna Sewell (Black Beauty) e R. M. Ballantyne (The Coral Island) escreveram principalmente para crianças, embora tivessem seguidores adultos. Outros autores como Robert Louis Stevenson (A Ilha do Tesouro) e Anthony Hope (The Prisoner of Zenda) escreveram principalmente para adultos, mas seus romances de aventura agora são geralmente classificados como para crianças. Outros gêneros incluem versos sem sentido, poesia que exigia um interesse infantil (por exemplo, "Jabberwocky" de Lewis Carroll). As histórias escolares floresceram: Tom Brown's Schooldays, de Thomas Hughes, e Stalky & Co., de Kipling, são clássicos.
Raramente essas publicações foram projetadas para capturar o prazer de uma criança; no entanto, com o aumento do uso de ilustrações, as crianças começaram a gostar de literatura e foram capazes de aprender moral de uma forma mais divertida. Com a nova aceitação da leitura por prazer, contos de fadas e contos folclóricos se tornaram populares. A compilação de contos populares de muitos autores com diferentes tópicos tornou possível que as crianças lessem literatura sobre muitos tópicos que as interessavam. Havia diferentes tipos de livros e revistas escritos para meninos e meninas. As histórias de meninas tendiam a ser domésticas e a se concentrar na vida familiar, enquanto as histórias de meninos eram mais sobre aventuras.

## Não ficção

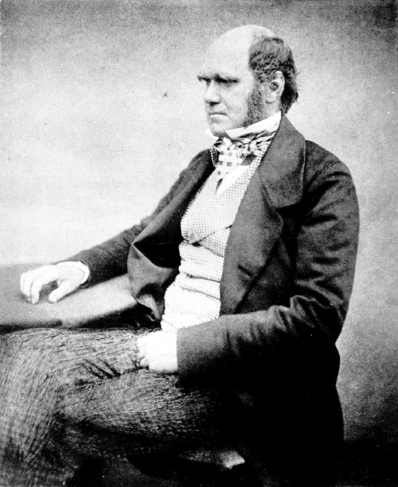
A obra de Charles Darwin A Origem das Espécies afetou a sociedade durante toda a era vitoriana e ainda afeta hoje.

### Ciência, filosofia e descoberta
A era vitoriana foi um momento importante para o desenvolvimento da ciência e os vitorianos tinham a missão de descrever e classificar todo o mundo natural. Grande parte dessa escrita não chega ao nível de ser considerada literatura, mas um livro em particular, A Origem das Espécies, de Charles Darwin, continua famoso. A teoria da evolução contida na obra desafiou muitas das ideias que os vitorianos tinham sobre si mesmos e seu lugar no mundo. Embora tenha demorado muito para ser amplamente aceita, ela mudaria drasticamente os pensamentos e a literatura subsequentes. Grande parte do trabalho de popularização das teorias de Darwin foi feito por seu contemporâneo mais jovem, Thomas Henry Huxley, que escreveu amplamente sobre o assunto.
Várias outras obras de não ficção da época deixaram sua marca na literatura do período. Os escritos filosóficos de John Stuart Mill cobriam lógica, economia, liberdade e utilitarismo. As grandes e influentes histórias de Thomas Carlyle, The French Revolution: A History (1837) e On Heroes, Hero-Worship, & the Heroic in History (1841) permearam o pensamento político da época. Os escritos de Thomas Macaulay sobre a história inglesa ajudaram a codificar a narrativa Whig que dominou a historiografia por muitos anos. John Ruskin escreveu uma série de obras altamente influentes sobre arte e história da arte e defendeu figuras contemporâneas como J. M. W. Turner e os Pré-Rafaelitas. O movimento de Oxford do escritor religioso John Henry Newman despertou intenso debate dentro da Igreja da Inglaterra, exacerbado pela própria conversão de Newman ao catolicismo, sobre a qual ele escreveu em sua autobiografia Apologia Pro Vita Sua.
Várias obras de referência monumentais foram publicadas nessa época, mais notavelmente o Oxford English Dictionary, que eventualmente se tornaria o dicionário histórico mais importante da língua inglesa. Também publicado durante a era vitoriana posterior foi o Dictionary of National Biography e a nona edição da Encyclopædia Britannica.

### Nature writing
Nos Estados Unidos, as obras de Henry David Thoreau e Rural Hours (1850) de Susan Fenimore Cooper foram incluências canônicas na nature writing vitoriana. No Reino Unido, Philip Gosse e Sarah Bowdich Lee foram dois dos escritores sobre a natureza mais populares do início da era vitoriana. O The Illustrated London News, fundado em 1842, foi o primeiro jornal semanal ilustrado do mundo e frequentemente publicava artigos e ilustrações que tratavam da natureza; na segunda metade do século XIX, livros, artigos e ilustrações sobre a natureza se tornaram difundidos e populares entre um público leitor cada vez mais urbanizado.

### Literatura sobrenatural e fantástica
Os antigos contos góticos que surgiram no final do século XIX são os primeiros exemplos do gênero de ficção fantástica. Esses contos geralmente se concentravam em personagens maiores que a vida, como Sherlock Holmes, o famoso detetive da época, Sexton Blake e outros personagens fictícios da época, como Drácula, Edward Hyde, O Homem Invisível e muitos outros personagens fictícios que frequentemente tinham inimigos exóticos para frustrar. Abrangendo os séculos XVIII e XIX, havia um tipo particular de escrita de histórias conhecido como gótico. A literatura gótica combina romance e terror em uma tentativa de emocionar e aterrorizar o leitor. Possíveis características em um romance gótico são monstros estrangeiros, fantasmas, maldições, salas escondidas e bruxaria. Os contos góticos geralmente acontecem em locais como castelos, mosteiros e cemitérios, embora os monstros góticos às vezes cruzem para o mundo real, fazendo aparições em cidades como Londres.

## A influência da literatura vitoriana

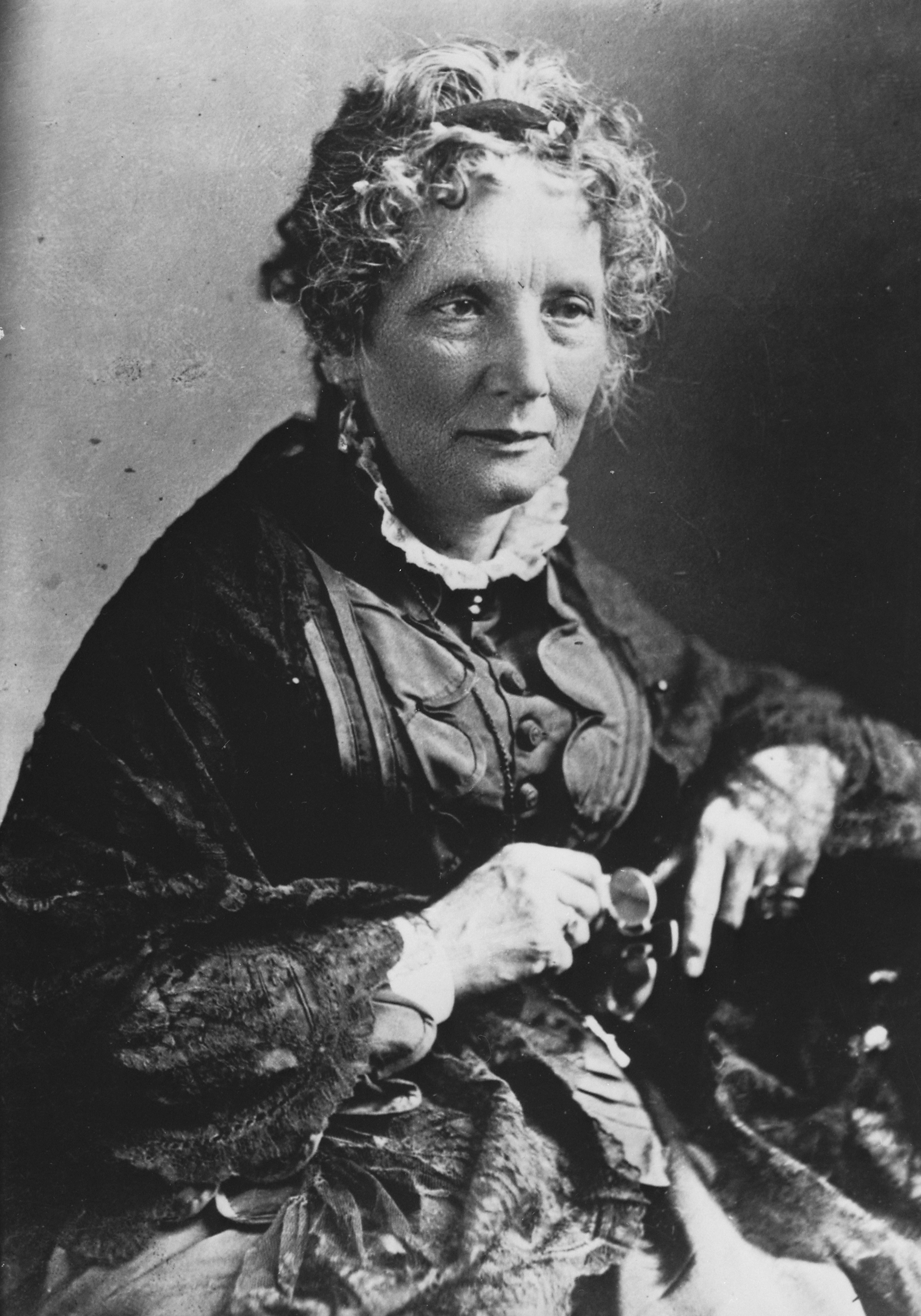
Harriet Beecher Stowe escreveu ficção vitoriana fora dos domínios de Vitória.

Escritores dos Estados Unidos e das colônias britânicas da Austrália, Nova Zelândia e do Canadá foram influenciados pela literatura da Grã-Bretanha e são frequentemente classificados como parte da literatura vitoriana, embora estivessem gradualmente desenvolvendo suas próprias vozes distintas. Escritores vitorianos da literatura do Canadá incluem Grant Allen, Susanna Moodie e Catharine Parr Traill. A literatura australiana tem os poetas Adam Lindsay Gordon e Banjo Paterson, que escreveram Waltzing Matilda, e a literatura da Nova Zelândia inclui Thomas Bracken e Frederick Edward Maning. Da esfera da literatura dos Estados Unidos durante esse período estão alguns dos grandes nomes do país, incluindo: Emily Dickinson, Ralph Waldo Emerson, Nathaniel Hawthorne, Oliver Wendell Holmes, Henry James, Herman Melville, Harriet Beecher Stowe, Henry David Thoreau, Mark Twain e Walt Whitman.
O problema com a classificação da "literatura vitoriana" é a grande diferença entre as primeiras obras do período e as obras posteriores que tinham mais em comum com os escritores da era eduardiana e muitos escritores se situam nessa divisão. Pessoas como Arthur Conan Doyle, Rudyard Kipling, H. G. Wells, Bram Stoker, H. Rider Haggard, Jerome K. Jerome e Joseph Conrad escreveram algumas de suas obras importantes durante o reinado de Vitória, mas a sensibilidade de sua escrita é frequentemente considerada eduardiana.

## Outros escritores vitorianos
| - Samuel Butler (1835–1902) - Arthur Hugh Clough (1819–1861) - Wilkie Collins (1824–1889) - A. E. Housman (1859–1936) - William Henry Giles Kingston (1814–1880) - Letitia Elizabeth Landon (1802–1838) - Mary Louisa Molesworth (1839–1921) - R. D. Blackmore (1825 – 1900) - George Moore (1852–1933) - Walter Pater (1839–1894) - Coventry Patmore (1823–1896) - John Ruskin (1819–1900) - John Millington Synge (1871–1909) - Charlotte Mary Yonge (1823–1901) - Arthur Conan Doyle (1859–1930) |